# Манипула
Манипула (на латински: manipula, от manus – „ръка“) е основното тактическо подразделение на легиона в периода на съществуването на манипуларната тактика, всяко подразделение първоначално се е деляло на две центурии. Появява се още при Ромул. Числеността на манипулите не е била строго фиксирана.